# Collegio di Wetherby and Easingwold
Wetherby and Easingwold è un collegio elettorale situato nel North Yorkshire e West Yorkshire, nella regione dello Yorkshire e Humber, e rappresentato alla Camera dei comuni del Parlamento del Regno Unito. Elegge un membro del parlamento con il sistema first-past-the-post, ossia maggioritario a turno unico; l'attuale parlamentare è Alec Shelbrooke del Partito Conservatore, che rappresenta il collegio dal 2024.

## Estensione
Il collegio comprende i seguenti ward della città di Leeds di Harewood e Wetherby, oltre alle seguenti divisioni elettorali del North Yorkshire: Appleton Roebuck and Church Fenton; Boroughbridge and Claro; Easingwold; Hillside and Raskelf; Huby and Tollerton; Ouseburn; Spofforth with Lower Wharfedale and Tockwith; Tadcaster e Wathvale and Bishop Monkton.

## Membri del parlamento
| Elezione | Elezione | Deputato        | Partito      |
| -------- | -------- | --------------- | ------------ |
|          | 2024     | Alec Shelbrooke | Conservatore |

## Elezioni

### Elezioni negli anni 2020
| Partito                    | Partito                                         | Candidato                  | Risultati 4 luglio 2024 | Risultati 4 luglio 2024 |
| Partito                    | Partito                                         | Candidato                  | Voti                    | %                       |
| -------------------------- | ----------------------------------------------- | -------------------------- | ----------------------- | ----------------------- |
|                            | Conservatore                                    | Alec Shelbrooke            | 20 597                  | 39,41                   |
|                            | Laburista                                       | Ben Pickles                | 15 751                  | 30,14                   |
|                            | Reform UK                                       | Mike Jordan                | 7 288                   | 13,95                   |
|                            | Verdi                                           | Arnold Warneken            | 4 529                   | 8,67                    |
|                            | Lib Dem                                         | James Monaghan             | 3 351                   | 6,41                    |
|                            | Yorkshire                                       | John Hall                  | 743                     | 1,42                    |
|                            |                                                 |                            |                         |                         |
| Iscritti                   | Iscritti                                        | Iscritti                   | 74 334                  | 100,00                  |
| ↳ Votanti (% su iscritti)  | ↳ Votanti (% su iscritti)                       | ↳ Votanti (% su iscritti)  | 52 259                  | 70,30                   |
| ↳ Astenuti (% su iscritti) | ↳ Astenuti (% su iscritti)                      | ↳ Astenuti (% su iscritti) | 22 075                  | 29,70                   |
|                            |                                                 |                            |                         |                         |
|                            | Esito: collegio a Conservatore (nuovo collegio) |                            |                         |                         |